# Didier Desmit
Didier Desmit (België, 17 augustus 1950) is een Belgisch striptekenaar.

## Carrière
Desmit begon zijn carrière in de stripwereld in 1975 als assistent van Christian Denayer en werkte aan de series Alain Chevallier en Yalek.
Van 1977 tot 1983 werkte hij als medewerker van Tibet aan de decors voor albums in de reeksen Chick Bill en Rik Ringers en was hij verantwoordelijk voor de inkleuringen. In deze laatste hoedanigheid bleef hij actief tot 2003.
In 1990 tekende Desmit zijn eigen album Les Galapiats de la Rue Haute, gebaseerd op een roman van Mik Fonal en op het scenario van André-Paul Duchâteau. In 1994 nam hij tekenwerk van de serie Mr Wens over van Xavier Musquera.
In 2002-2003 assisteerde hij Marc Bourgne met zijn serie Frank Lincoln en in 2004 Francis Carin met het verhaal Het ultimatum in de reeks Lefranc.